# Демков Михайло Іванович
Михайло Іванович Демков (12 березня 1859—27 березня 1939) — український педагог, теоретик, історик та популяризатор педагогіки.

## Походження та навчання
Народився 24 (12) березня 1859 року на хуторі Скринному Прилуцького повіту Полтавської губернії (тепер Прилуцький район Чернігівської області) в дворянській сім'ї.
У 1877 році закінчив Ніженську гімназію при історико-філологічному інституті князя Безбородька, а в 1881 р. — фізико-математичний факультет Університету св. Володимира (нині Київський національний університет імені Тараса Шевченка). З 1881 року викладав фізику і природознавство в Чернігівській жіночій гімназії, а з 8 листопада 1885 року — в Глухівському вчительському інституті.

## Трудова діяльність
З 1889 року Михайло Демков виконував обов'язки викладача математики і природознавства в Глухівській жіночій прогімназії.
У 1905—1911 році очолював Московський учительський інститут, а з 1911 року був директором народних училищ спочатку Вологодської губернії (1900—1901), а згодом — Нижегородської. Після Жовтневої революції викладав педагогіку і історію педагогіки в Прилуцькому педагогічному технікумі.
З початку 1890-х років він став публікувати статті з педагогіки, дидактики, історії педагогіки в різних журналах. М. В. Демков — автор перших великих підручників з педагогіки для учительських інститутів, учительських семінарій і педагогічних класів жіночих гімназій (Курс педагогіки для учительських інститутів, вищих жіночих курсів і педагогічних класів жіночих гімназій — М.: тип. Р. Лисснера і Д. Собко, 1907—1908. — 2 т.; Історія російської педагогії. — Ревель: Гімназія, 1896).

## Наукова діяльність
Однією із сторін його педагогічної діяльності була популяризація педагогічних знань:
- Нариси з історії російської педагогіки — М.: тип. т-ва І. Д. Ситіна, 1909. — 144 с.;
- Початки сільського господарства (1913);
- Природна історія для народної школи (М.: Т-во «В. В. Думнов насл. бр. Салаевых», 1914. — 220 с.).

У книгах «Російська педагогіка в найголовніших її представниках» (М.: К. І. Тихомиров, 1898. — 480 с. — (Педагогічна бібліотека изд., К. Тихомировим А. і Адольфом; Вип. 12); 2 изд., 1915) і «Старі і нові педагоги, їх життя, думки і праці» (М.: А. Д. Ступін, 1912. — 182 с.) ним були представлені біографії найбільших педагогів. Також Демковим були написані оповідання для дітей «Куточок дитячого життя» (1915).
Був дійсним членом Київського товариства природознавців.